# Beornheah
Beornheah († zwischen 929 und 931) war Bischof von Selsey. Er wurde 909 geweiht und trat sein Amt im gleichen Jahr an. Er starb zwischen 929 und 931.